# Ochyrocera simoni
Espèce
Ochyrocera simoni est une espèce d'araignées aranéomorphes de la famille des Ochyroceratidae.

## Distribution
Cette espèce est endémique du Tabasco au Mexique,. Elle se rencontre à Teapa.

## Étymologie
Cette espèce est nommée en l'honneur d'Eugène Simon.

## Publication originale
- O. Pickard-Cambridge, 1894 : Arachnida. Araneida. Biologia Centrali-Americana, Zoology. London, vol. 1, p. 121-144 (texte intégrl).